# PRPF40A
PRPF40A‏ (Pre-mRNA processing factor 40 homolog A) هوَ بروتين يُشَفر بواسطة جين PRPF40A في الإنسان.